# Universell jurisdiktion

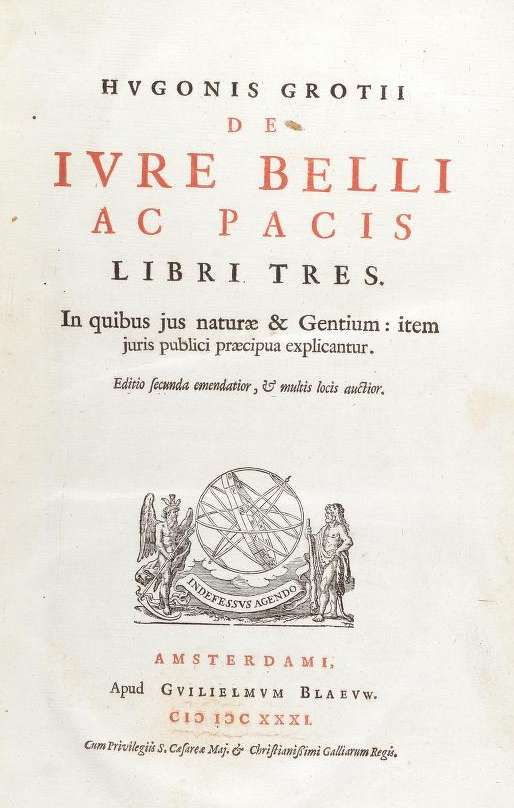
Titelsidan från andra upplagan 1631, av De jure belli ac pacis. I den utvecklar Hugo Grotius ett system av naturrättsliga synpunkter som anses vara bindande för alla människor och nationer oavsett lokal sed, dessa synpunkter lade grunden till senare tids folkrätt och universell jurisdiktion.

Universell jurisdiktion är ett juridiskt begrepp av internationell rätt och rättspraxis. Det ger varje land, där denna rättspraxis tillämpas, möjlighet och rätt, att väcka åtal mot en gärningsman, oavsett var brottet har begåtts, och oavsett vilken nationalitet gärningsman eller offer har. Den gäller för internationella brott som folkmord, brott mot mänskligheten, tortyr och krigsbrott. Den ska fungera som ett komplement till internationella brottmålsdomstolar som till exempel tillämpats för inbördeskrigen i Rwanda och Jugoslavien.
Bland  litteratur kring teorin, tillämpningen och historien om universell jurisdiktion, finns det två tillvägagångssätt, det "globala upprätthållandet" och "ingen säker tillflyktsort".
Globala upprätthållandet hänvisar till användningen av universell jurisdiktion, som ett aktivt sätt att förebygga och straffa internationella brott, som begås var som helst, medan "ingen säker tillflyktsort"  hänvisar till användningen av denna princip för att säkerställa att inget landet är en territoriell tillflyktsort för några misstänkta för internationella brott. 
En av de stora logistiska frågorna som en domstol kan stöta på under en ansökan om universell jurisdiktion, är vittnens tillgänglighet. Stater har inte laglig befogenhet att kalla vittnen, som för närvarande är bosatta utomlands för att inställa sig inför sina nationella domstolar. De har inte heller alltid tillgång till de nödvändiga vittnen eller bevis, som behövs för att involvera en utländsk medborgare i brott mot mänskligheten.
I Sverige fick rättsväsendet denna möjlighet 2020 och användes för första gången i åtalet mot Hamid Noury 2021. Noury greps på Arlanda efter att 2019 blivit lurad hit av människorättsaktivisten Iraj Mesdaghi.  